# Amendement Bricker

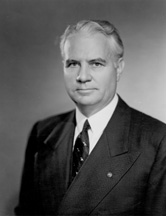
Le sénateur John W. Bricker

L'Amendement Bricker est le nom donné à une série d'amendements proposés à la Constitution américaine par John Bricker et examinée par le Sénat américain dans les années 1950. L'amendement Bricker vise à limiter les pouvoirs du président, notamment en ce qui concerne les sole executive agreements (« accords exclusivement exécutifs »).

## Passage devant le Congrès
Sans cesse repoussé par Eisenhower, l'amendement obtint 59 voix contre 31 au Sénat.

## Chronologie
Chronologie des dates importantes concernant l'Amendement:
- 14 septembre 1951 : le sénateur Bricker introduit la première version de son amendement : S.J. Res. 102.
- 7 février 1952 : le sénateur Bricker introduit une proposition révisée : S.J. Res. 130, soutenue par 58 autres, incluant tous les Républicains sauf le sénateur Eugene Millikin du Colorado.
- 21 mai 1952 : le comité judiciaire du Sénat commence des auditions sur S.J. Res. 130.
- 7 juillet 1952 : la seconde session du 82e Congrès se clôt sans action quant à S.J. Res 130.